# Бенино-литовские отношения
Бенинско-литовские отношения – двусторонние международные отношения между Бенином и Литвой. Обе страны являются членами ООН. Обе были избраны в Совет ООН по правам человека на период 2022-2024 годов. Бенин также является членом Франкофонии, а Литва имеет статус наблюдателя в этой организации.

## История
Бенин признал независимость Литвы 31 января 1992 года, а дипломатические отношения были установлены 2 сентября 2005 года. С тех пор преобладает многостороннее сотрудничество.
Одна из первых двусторонних встреч высокопоставленных политиков двух стран состоялась в 28-30 июня 2004 года в Нью-Йорке в ходе сессии Экономического и Социального Совета Организации Объединенных Наций. Затем секретарь МИД Литвы Шарунас Адомавичюс встретился с министром иностранных дел Бенина, с которым обсудил вопросы сотрудничества в международных организациях и стремление Литвы стать членом ЭКОСОС в 2005-2007 годах.
Литва и Бенин совместно участвуют в международных миссиях в Мали и Центральноафриканской Республике.

## Экономическое сотрудничество
В 2018 году товарооборот между Литвой и Бенином составил 7,23 миллионов евро.
В торговом балансе преобладает экспорт из Литвы в Бенин.
- Экспорт составляет 7,23 миллионов евро.
- Импорт составляет 0,5 тысяч евро.

| Год                              | 2016  | 2017 | 2018 |
| -------------------------------- | ----- | ---- | ---- |
| Экспорт в Бенин (миллионов евро) | 2,37  | 2,39 | 7,23 |
| Импорт из Бенина (тысяч евро)    | 661,2 | 51,9 | 0,5  |

## Граждане Бенина в Литве
| Год                               | 2016 | 2020 | 2021 | 2022 |
| --------------------------------- | ---- | ---- | ---- | ---- |
| Количество граждан Бенина в Литве | 1    | 1    | 1    | 1    |